# Томан, Ян
Ян Томан (чеш. Jan Toman, 1933—1996) — чешский ботаник.
Область научный интересов — семенные растения.
Одним из направлений его исследований было семейство Астровые, или Сложноцветные (Asteraceae), в особенности — род Белокопытник (Petasites). В 1972 году Ян Томан опубликовал статью A taxonomic survey of the genera Petasites and Endocellion, в которой провёл детальную критическую ревизию родов Petasites Mill., Nardosmia Cass. и Endocellion Turcz. ex Herd. В целях классификации в дополнение к традиционным для этих растений характеристик Томан использовал результаты полового анализа цветков в соцветиях, а также признаки лопастей рыльца. Виды, которые ранее относили к роду Nardosmia, Томан включил в род Petasites в качестве подрода. Более поздние исследования подтвердили правильность такого взгляда. В то же время выделение из рода Petasites некоторых видов в род Endocellion в дальнейшем было признано недостаточно обоснованным.
Ян Томан — автор нескольких таксонов, входящих в этот род:
- Petasites radiatus (J.F.Gmel.) J.Toman (1972),
- Petasites rubellus (J.F.Gmel.) J.Toman (1972),
- Petasites × sachalinensis J.Toman (1965).